# Крупнов, Евгений Игнатьевич
Евге́ний Игна́тьевич Крупно́в (16 [29] марта 1904 или 16 марта 1904, Моздок, Терская область — 29 сентября 1970, Москва, РСФСР, СССР) — советский историк и археолог, доктор исторических наук (1961), профессор (1964). Заслуженный деятель науки Чечено-Ингушской АССР (1964) и Кабардино-Балкарской АССР (1967). Специалист в области древней и средневековой археологии Северного Кавказа и этногенеза кавказских народов.

## Биография

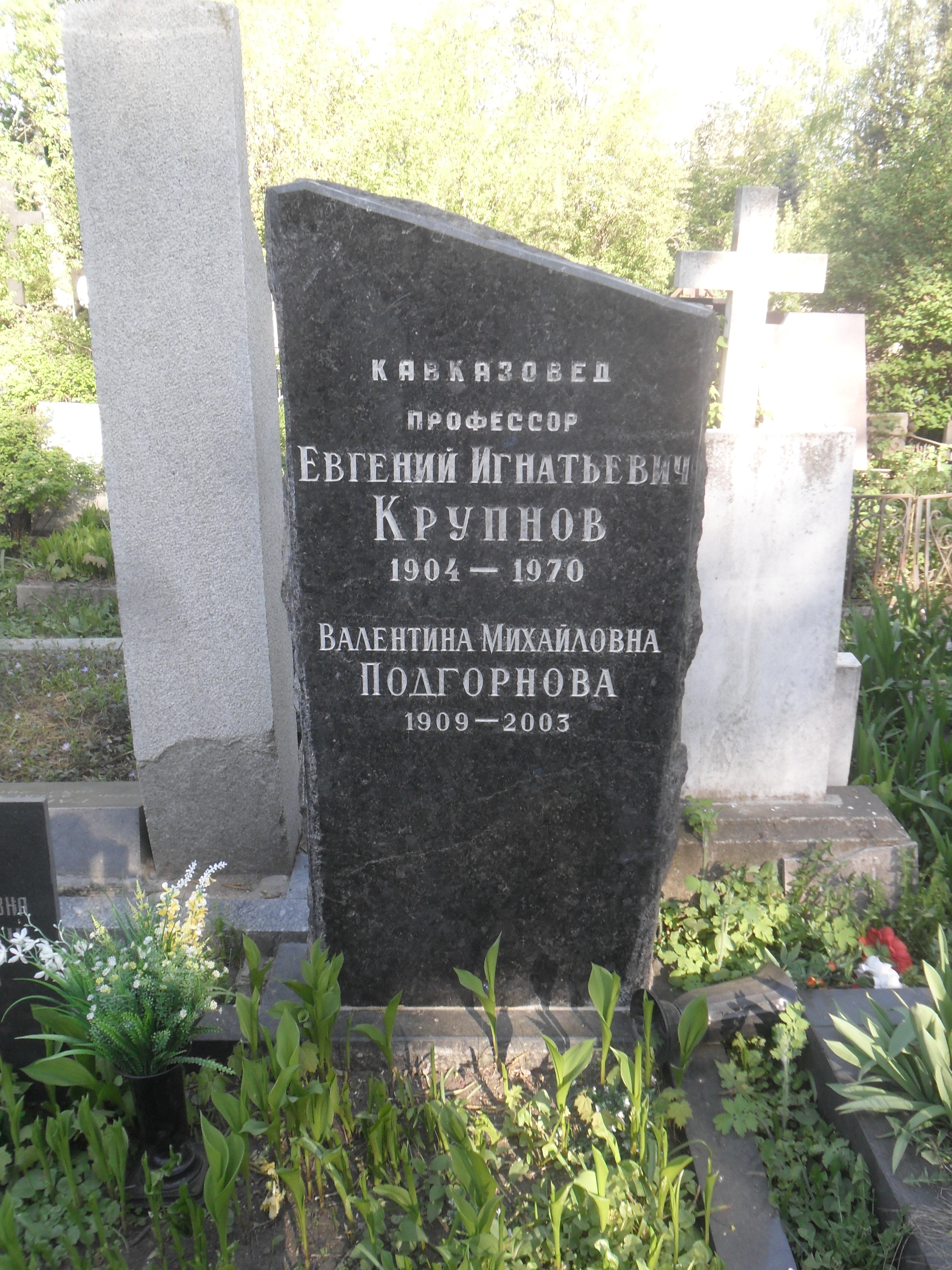
Могила Е. И. Крупнова на Новодевичьем кладбище Москвы.

Окончил среднюю школу в Моздоке. В 1924 году поступил на этнологическое отделение Северо-Кавказского педагогического института во Владикавказе. В 1927 году перевёлся на историко-археологическое отделение этнологического факультета Московского университета (окончил в 1930 году по специальности «Археология Кавказа»).
В 1929—1951 годах — научный сотрудник Государственного исторического музея (ГИМ) в Москве.
С 1937 года по совместительству работал в Институте истории материальной культуры АН СССР (ИИМК) (позднее — Институт археологии АН СССР).
После начала Великой Отечественной войны записался в народное ополчение и ушёл на фронт рядовым 1-го стрелкового полка Ленинской дивизии. С декабря 1941 года по август 1945 года служил рядовым 33 запасной стрелковой дивизии в качестве лектора политотдела.
В августе 1945 года демобилизован и восстановлен в ГИМ и московском отделении ИИМК АН СССР в должности старшего научного сотрудника.
В 1951—1960 годах — заместитель директора ИИМК-ИА АН СССР, в 1963—1970 годах — заведующий сектором неолита и бронзы. Член КПСС с 1952 года.
В 1957—1970 годах руководил объединенной Северо-Кавказской археологической экспедицией (СКАЭ).
Е. И. Крупнов скончался в результате инфаркта 29 сентября 1970 года. Похоронен на московском Новодевичьем кладбище, участок № 4, ряд № 5.

## Основные работы
- Краткий очерк археологии Кабардинской АССР. Нальчик, 1946.
- Жемталинский клад. М., 1952;
- Древняя история и культура Кабарды. — М.: Издательство АН СССР, 1957. — 175 с.
- Древняя история Северного Кавказа. — М.: Издательство АН  СССР, 1960. — 520 с. — 2000 экз.
- О чем говорят памятники материальной культуры Чечено-Ингушской АССР. — Грозный: Чечено-Ингушское книжное издательство, 1961. — 54 с. — 1500 экз.
- Об уточненной датировке и периодизации кобанской культуры // Советская археология. 1969. № 1;
- О времени формирования основного ядра нартского эпоса у народов Кавказа // Сказания о нартах — эпос народов Кавказа. М., 1969;
- Средневековая Ингушетия. М., 1971.

## Награды и звания
В 1963 году удостоен Ленинской премии за работу «Древняя история Северного Кавказа» (1960).
Заслуженный деятель науки Чечено-Ингушской АССР (1964). Заслуженный деятель науки Кабардино-Балкарской АССР (1967).
Награждён орденом Трудового Красного Знамени и медалями.

## Память

Бюст Крупнова в Магасе

- Указом президента Республики Ингушетия М. М. Зязикова от 15 мая 2008 года имя Е. И. Крупнова присвоено одной из улиц Магаса и археологическому центру Министерства культуры Республики Ингушетия.
- Крупновские чтения — международная конференция по археологии Северного Кавказа (с 1971 года).
- В столице Республики Ингушетия г. Магасе 19 апреля 2014 года состоялось открытие сквера имени Е. И. Крупнова, в котором установлен его бюст[3].